# 申屠嘉
申屠 嘉（しんと か、? - 紀元前155年）は、前漢の人。梁郡睢陽県の人。漢の丞相に至った。

## 略歴
生まれつき力があった。15歳のときに、高祖劉邦に従って足踏み式の弩を使う兵として項羽との戦いに参加し、軍隊の指揮官となった。反乱した英布討伐に従軍して都尉に昇進した。恵帝の時には淮陽郡守になった。文帝前元年（紀元前179年）、高祖に従った二千石の官僚全てに関内侯を与えるとされ、申屠嘉も食邑500戸を賜った。文帝前16年（紀元前164年）に御史大夫に昇進した。
文帝後2年（紀元前162年）、丞相張蒼が罷免されると、文帝は竇皇后の弟の竇広国を丞相にしたいと思ったが、自分が竇広国を贔屓したと思われるのを恐れ、また一方で高祖の時代からの大臣は健在の者が他にいなかったため、申屠嘉が丞相となり、同時に列侯（故安侯）に封じられた。
申屠嘉は清廉で正直であり、私的な訪問を受けなかった。しかし袁盎とすれ違った時に、馬車に乗った申屠嘉は下車せずに軽く会釈するだけであった。これを見た袁盎は申屠嘉の元を訪ね、天下の口を閉ざす態度では身を滅ぼすと説いた。恥じ入った申屠嘉は袁盎に詫び入って、これ以降彼を上客として扱った。
また当時、文帝には太中大夫鄧通という寵臣がいたが、申屠嘉が入朝した時に鄧通が怠慢であった。申屠嘉は「陛下が臣下を寵愛するなら財産を与えるのはよろしいですが、朝廷の令は厳粛にしなければなりません」と言った。文帝は「私から言って聞かせる」と答えたが、申屠嘉は丞相府に戻ると鄧通を丞相府に呼び出した。来なかったため彼を斬ろうとしたので鄧通は怖れて文帝に相談すると、文帝は「行きなさい。後から私がお前を召し出すから」と言ったので、鄧通は丞相府に行った。申屠嘉は「小臣のお前が殿上で戯れを行ったのは不敬であり斬首に当たる」と言い、鄧通は何度も頭を床に打ち付けて謝罪し、血だらけになった。そこで文帝が使者を遣わして鄧通を召し出し丞相に「この者は私の弄臣なのだ、許してやってくれ」と謝罪したので鄧通は助かった。
その後文帝が、逝去し景帝が即位した。景帝は内史の鼂錯を寵用し鼂錯と二人だけで密約しての法令変更が多く、また諸侯王の領地削減を推し進めた。一方で丞相申屠嘉の言う事は聞き入れられなくなり、景帝が丞相を蔑ろにする要因の鼂錯を憎んだ。鼂錯が内史の役所に新たに設けた門が太上皇廟の垣根にあたる場所だったので、申屠嘉はそれを理由に鼂錯を斬ろうと上奏した。そのことを知った鼂錯は夜間に景帝にそのことを言い、次の日景帝は「鼂錯が門を作った所は廟の外側の垣根であるし、そもそも私がやらせたのだから鼂錯は無罪である」と申屠嘉に言った。申屠嘉は「先に鼂錯を斬ってから上奏するべきであった」と悔やみ、血を吐いて死んだ。景帝前2年（紀元前155年）のことである。申屠嘉の死から1年後、鼂錯の政治に反発した七国の諸侯王が呉楚七国の乱を起こした。
申屠嘉は節侯と諡され、子の申屠蔑が後を継いだ。申屠蔑は3年で死去し、その子の申屠去病が後を継いで、31年で死去した。申屠去病の子の申屠臾が後を継ぎ、6年目で九江太守となった。しかし、申屠臾は前任者から贈り物を受け取った廉（かど）で罪を得て、領国は没収された。